# Phalacridae
Phalacridae là một họ bọ cánh cứng. Chúng thường được tìm thấy trong cụm hoa. Chúng có hình ôvan, thường có màu nâu, dài khoảng 2 mm.
Trên thế giới có khoảng 638 loài được xếp vào 52 chi.

## Hình ảnh

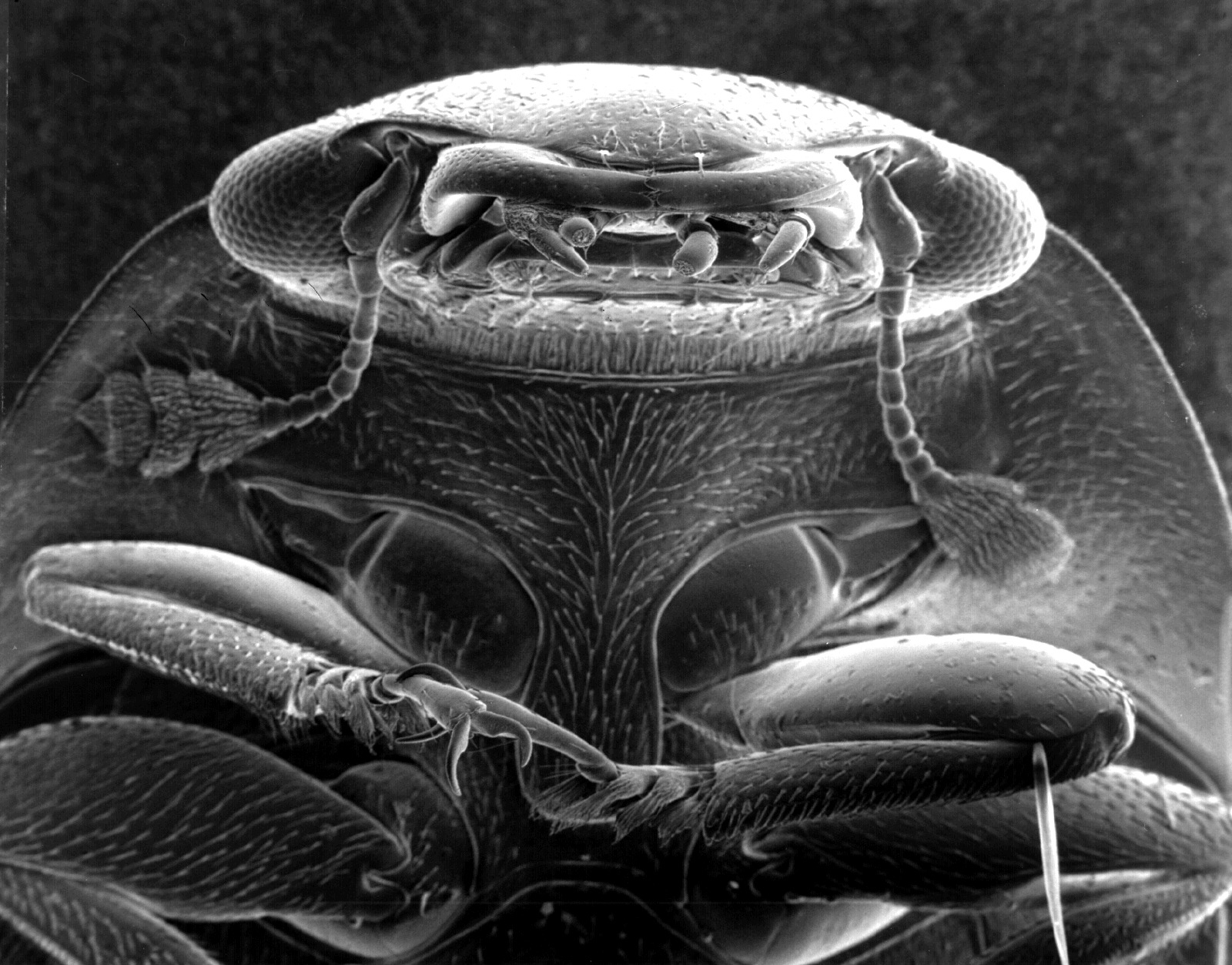
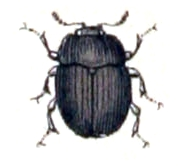
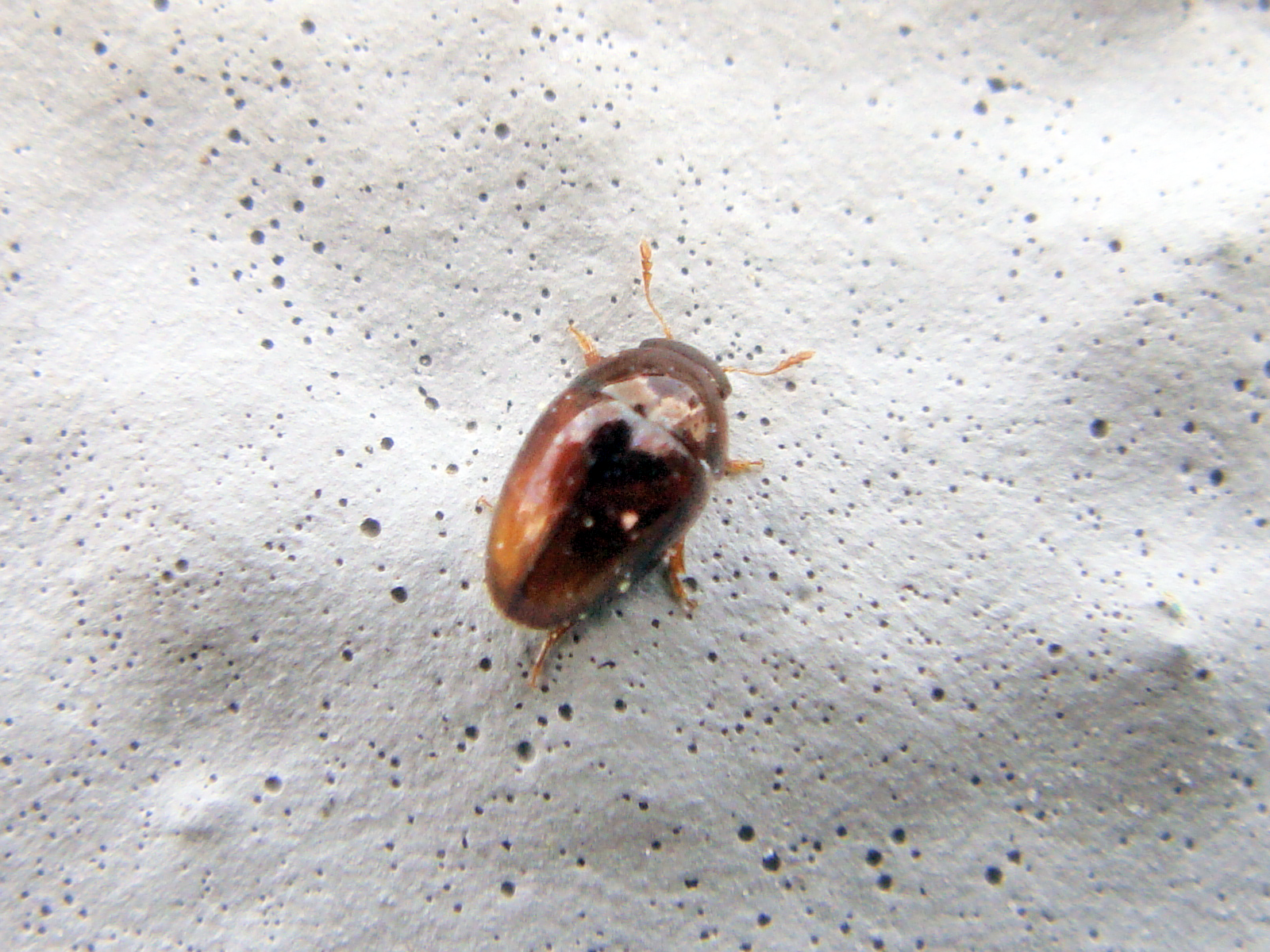